# Kotlina Helpiańska

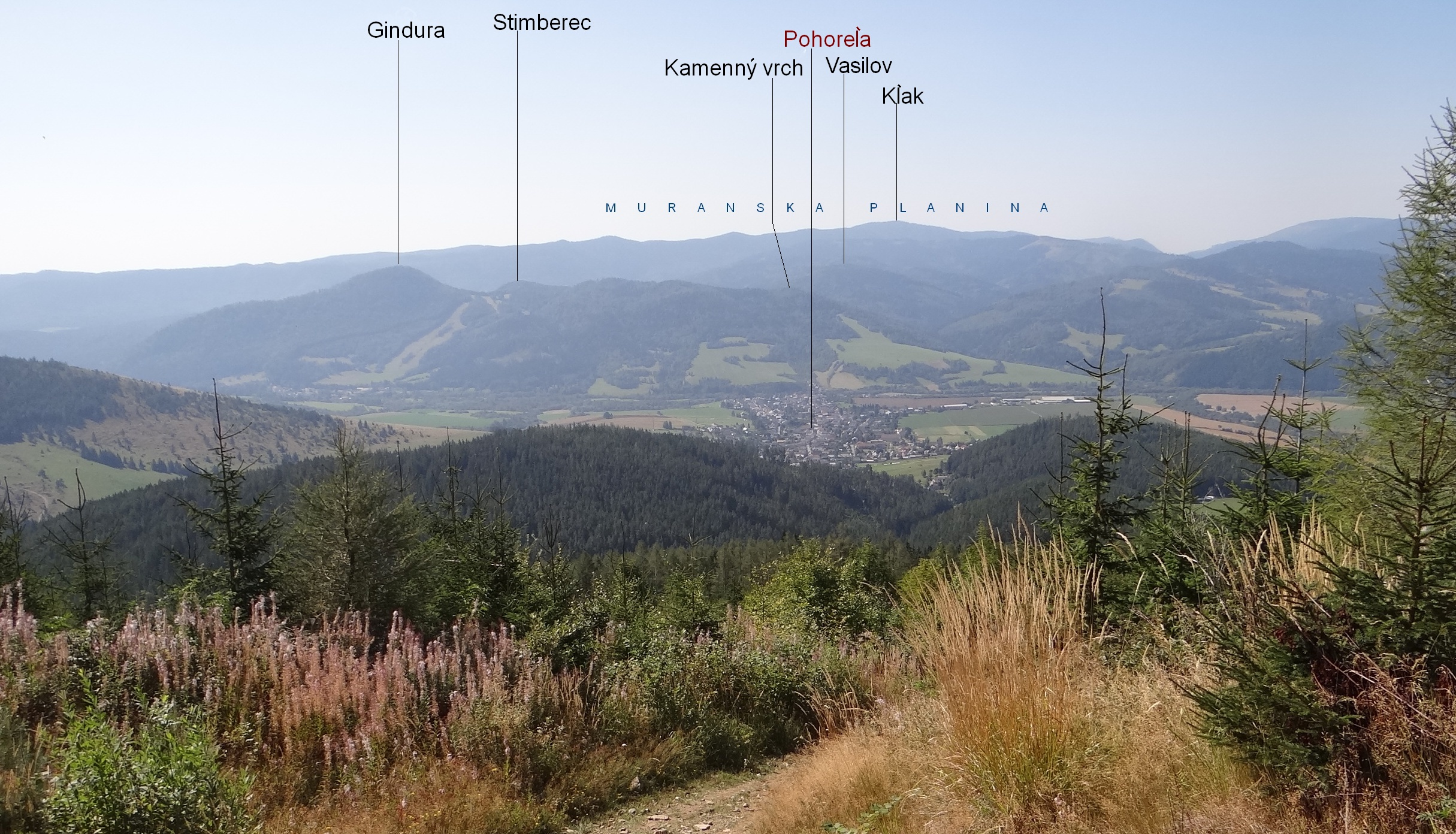
Widok ze zboczy Andrejcovej

Kotlina Helpiańska (515.11 słow. Heľpianske podolie) – wydłużona kotlina śródgórska w Wewnętrznych Karpatach Zachodnich w środkowej Słowacji, najbardziej na wschód wysunięta część makroregionu fizycznogeograficznego Bruzda Hronu. Osią całej kotliny ze wschodu na zachód jest źródłowy odcinek Hronu.
Od północy kotlinę ograniczają stoki wschodniej części Niżnych Tatr (tzw. Kráľovohoľské Tatry), zaś od południa – stoki Rudaw Weporskich i Rudaw Gemerskich w Łańcuchu Rudaw Słowackich. Kotlina sięga od wyraźnego przewężenia doliny Hronu poniżej wsi Bacúch (na zachodzie) po źródliska tej rzeki powyżej wsi Telgárt. Długość kotliny z zachodu na wschód ok. 30 km, maksymalna szerokość ok. 3 km. Jej tereny wznoszą się na wysokości od ok. 560 m n.p.m. (w korycie Hronu na zachodzie) po ok. 900–950 m n.p.m.
W Kotlinie Helpiańskiej leży osiem, przeważnie dużych i ludnych wsi. Rozłożone są wzdłuż biegu Hronu, kolejno idąc od zachodu na wschód (w górę doliny):
- Bacúch;
- Polomka;
- Závadka nad Hronom;
- Heľpa;
- Pohorelá (z osadą Pohorelská Maša);
- Vaľkovňa;
- Šumiac (z osadą Červená Skala);
- Telgárt.